# Ratisbona-Bergrennen
Die Ratisbona-Bergrennen waren eine Reihe von Bergrennen für Autos und Motorräder, die von 1924 bis 1981 bei Kelheim in Niederbayern ausgetragen wurden.

## Geschichte
Das erste Ratisbona-Bergrennen wurde 1924 ausgetragen, das letzte vor dem Zweiten Weltkrieg 1938. Diese Rennen wurden vom Regensburger Motorsportclub veranstaltet, was der Veranstaltung auch ihren Namen gab – Ratisbona ist ein lateinischer Name für die Stadt Regensburg.
1949 wurde ein Rennen auf der Strecke von Kelheim hinauf zur Befreiungshalle ausgetragen. Von 1961 bis 1981 veranstaltete der Motorsportclub Kelheim die Ratisbona-Bergrennen unter der Schirmherrschaft des ADAC im zweijährigen Turnus.
Die am häufigsten gefahrene Strecke führte von Kelheim nach Ihrlerstein und war 3,7 Kilometer lang. Sie wird auch heute noch in der Bevölkerung als „Rennstrecke“ bezeichnet.
Zu den Rennen kamen jeweils ca. 25.000 Zuschauer nach Kelheim.

### Teilnehmer
Zu den Rennfahrern, die an den Ratisbona-Bergrennen teilnahmen, zählten bekannte Größen des Motorsports wie Gerhard Mitter, Rudolf Caracciola, Hans Stuck, Bernd Rosemeyer, Sepp Greger und Toni Mang.

### Tödliche Unfälle
Im Jahr 1977, das Rennen in Kelheim zählte als fünfter Lauf zur Deutschen Motorrad-Straßenmeisterschaft, verunglückten die Motorradfahrer Fritz Reichert und Helmut Schilling beim Training tödlich. Bei den letzten beiden Rennen, 1979 und 1981, waren aus Sicherheitsgründen keine Motorräder mehr zugelassen.

## Museale Rezeption
- "Scharfe Kurven, heiße Reifen" – Die Ratisbona-Bergrennen in Kelheim, Sonderausstellung im Archäologischen Museum der Stadt Kelheim, 20. Mai bis 8. November 2015[7]